# Mörderhausen
Mörderhausen war eine Ortschaft am Stromberg. Sie befand sich etwa 2,5 Kilometer südwestlich des Ortes Zaberfeld.

## Geschichte
Ursprünglich hieß die Ortschaft nur Hausen. Nachdem zwei Brüder im Streit einander umgebracht hatten, wurde der Name in Mörderhausen bzw. Mord- oder Morderhusen umgeändert. Ulrich von Magenheim beurkundete im Jahr 1289 den Verkauf von Weinbergen durch eine Irmingard von Mörderhausen und deren Erben. Dies stellt die erste urkundliche Erwähnung Mörderhausens dar.
Mörderhausen lag an der sogenannten Burgstraße, die von der Zabertalstraße über den Vogtsberg nach Mörderhausen und von dort nach Sternenfels führte. Ein weiterer überlieferter Straßenname ist der Totenweg nach Leonbronn. Auf diesem Weg brachten die Bewohner von Mörderhausen, die nach Leonbronn eingepfarrt waren, ihre Toten zur Bestattung.
Mörderhausen wurde im Jahr 1360 von Herzog Ruprecht von der Pfalz zerstört. Seitdem ist es eine Wüstung.

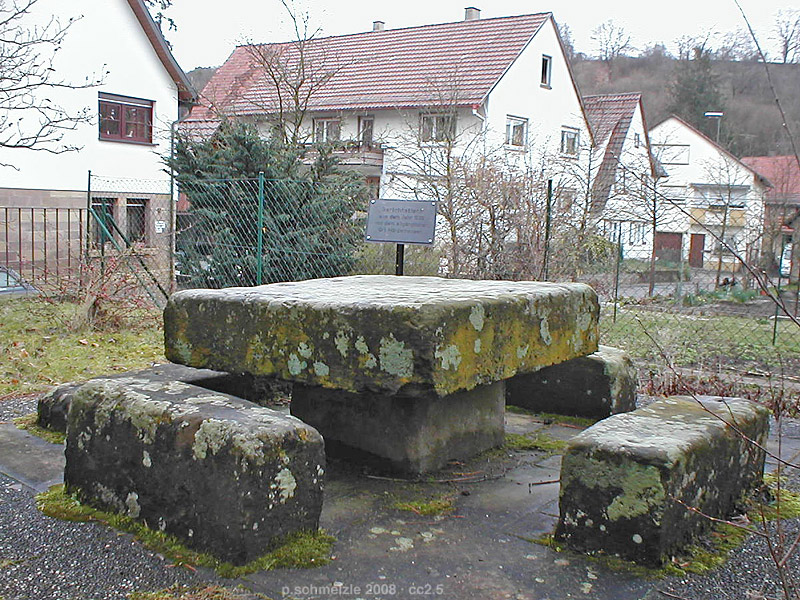
Gerichtstisch, angeblich aus Mörderhausen, heute in Leonbronn

Laut Karl Bofinger stand der heute in der Ortschaft Leonbronn befindliche Gerichtstisch ursprünglich an einem Kreuzweg von Mörderhausen. Noch im 19. Jahrhundert soll auf der Flur Mörderhausen im Freien Gericht gehalten worden sein. Bofinger verweist übrigens die Erklärung des Ortsnamens in den Bereich der Sage.